# 真砂通
真砂通（まさごどおり）は兵庫県神戸市中央区の町名の一つであり、区の東部南寄り、生田川の左岸に位置する住宅地域である。一～二丁目がある。

## 地理
真砂通の領域は、東－南方向で斜めに横切る阪神高速3号神戸線（および国道2号と浜手バイパスを結ぶ市道梅香浜辺通脇浜線）と、南北に流れる生田川と、そこに架かる御幸橋から東西に延びる道路とに囲まれた狭い直角三角形の街区になっており、東側のごく狭い範囲の一丁目と殆ど全域にあたる西側の二丁目とに分かれている。
公園・グラウンド・道路が地域の大部分を占める住宅地域であり、一丁目に生田川公園の東端の一角が、二丁目には生田川公園の一部と神戸市立葺合公民館・神戸市立生田川児童館がある。
北は南本町通、南東は阪神高速を隔てて脇浜海岸通、西は生田川を隔てて磯上通に隣接する。

## 歴史
明治34年（1901年）に神戸市葺合町の一部から成立。初め神戸市の町名で、区制が施行された昭和6年（1931年）に神戸市葺合区の町名となり、葺合区と生田区が合併した昭和55年（1980年）からは神戸市中央区の町名となっている。昭和47年（1973年）に一部が脇浜海岸通となっている。
町名の「真砂」とは細かい砂を指し、由来については、『葺合懐古三千年史』によれば田辺福麻呂の「八千矛の」で始まる長歌の「玉藻は来寄る白真砂」という一節から町名にしたとあり、また『西摂大観』によれば東部の海岸に沿っていることから付いたのだともいう。
この土地はかつて新川スラムと呼ばれた貧民街の一部であった。
ここに明治41年（1908年）、大森喜作らが神戸矯修会を設立して改善事業を開始、大正4年（1915年）には矯修会保育所を設立し、大正12年（1923年）に神戸市へ移管されて県下初の公立保育所となった。
明治43年（1910年）、神戸電気鉄道が春日野道～兵庫駅前間で開業、これがのちの神戸市電であり、同鉄道は昭和46年（1971年）までに全線が廃線となっている。
昭和45年（1970年）、阪神高速道路神戸西宮線（阪神高速3号神戸線の一部）が完成し、付近に生田川出入口が設けられた。

## 統計
- 平成22年（2010年）の世帯数・人口は不明。一丁目の定住人口は0であり、二丁目の人口は極めて少数であるため国勢調査のデータが秘匿されている[8]。
- 昭和60年（1985年）の世帯数3・人口6[1]。
- 昭和35年（1960年）の世帯数402・人口1,622[4]。
- 大正9年（1920年）の世帯数106・人口503[4]。